# SK Jenbach (szachy)
SK Jenbach – austriacki klub szachowy z Jenbach, siedmiokrotny mistrz kraju.

## Historia
Klub powstał we wrześniu 1971 roku z inicjatywy Helmuta Esterhammera, Hansa Pirchnera i Waltera Rupprechtera; pierwszym prezesem został Heinz Wendland. W latach 90. zespół występował w Staatslidze B, a w 2001 roku uzyskano awans do Staatsligi A. W 2007 roku klub spadł z Bundesligi, jednak rok później powrócił na najwyższy poziom rozgrywkowy. W sezonie 2009/2010 SK Jenbach zdobył pierwszy tytuł mistrza Austrii. Tytuł ten został obroniony sezon później. Kolejne tytuły mistrzowskie klub z Jenbach zdobył w latach 2013, 2015, 2018, 2020 i 2022. Z kolei w latach 2012, 2014, 2016, 2017, 2023 i 2024 szachiści klubu zajęli drugie miejsce w mistrzostwach kraju.

## Arcymistrzowie w historii klubu
- Péter Ács[5]
- Christian Bauer[6]
- Klaus Bischoff[7]
- Matthias Blübaum[8]
- Uwe Bönsch[9]
- Rainer Buhmann[10]
- Aleksandr Donczenko[11]
- Baadur Dżobawa[8]
- Luis Engel[12]
- Jan Gustafsson[13]
- Zoltán Gyimesi[14]
- Leonid Kritz[15]
- Robert Markuš[6]
- Liviu-Dieter Nisipeanu[16]
- Philipp Schlosser[9]
- Markus Stangl[9]
- Frederik Svane[17]
- Rasmus Svane[12]
- Dawit Szengelia[16]
- Aleksiej Szyrow[18]
- Dennis Wagner[18]
- Andrij Wołokitin[5]